# Episodi di Arrested Development - Ti presento i miei (prima stagione)
La prima stagione della serie televisiva Arrested Development - Ti presento i miei, composta da 22 episodi, è stata trasmessa negli Stati Uniti, da Fox, dal 2 novembre 2003 al 6 giugno 2004.
In Italia la stagione è stata trasmessa, da Fox, dal 12 maggio al 21 luglio 2004, ed in chiaro da Italia 1 dal 4 luglio al 12 settembre 2005.
| nº | Titolo originale        | Titolo italiano                  | Prima TV USA     | Prima TV Italia |
| -- | ----------------------- | -------------------------------- | ---------------- | --------------- |
| 1  | Pilot                   | Tutti contro tutti               | 2 novembre 2003  | 12 maggio 2004  |
| 2  | Top Banana              | Top Banana                       | 9 novembre 2003  | 12 maggio 2004  |
| 3  | Bringing Up Buster      | L'apprendistato di Buster        | 16 novembre 2003 | 19 maggio 2004  |
| 4  | Key Decisions           | Decisione chiave                 | 23 novembre 2003 | 19 maggio 2004  |
| 5  | Charity Drive           | Campagna di beneficenza          | 30 novembre 2003 | 26 maggio 2004  |
| 6  | Visiting Ours           | Visite coniugali                 | 7 dicembre 2003  | 26 maggio 2004  |
| 7  | In God We Trust         | In God We Trust                  | 14 dicembre 2003 | 2 giugno 2004   |
| 8  | My Mother, the Car      | Doppio inganno                   | 21 dicembre 2003 | 2 giugno 2004   |
| 9  | Storming the Castle     | Donna divisa in due              | 4 gennaio 2004   | 9 giugno 2004   |
| 10 | Pier Pressure           | Lezione da non dimenticare       | 11 gennaio 2004  | 9 giugno 2004   |
| 11 | Public Relations        | Manager di troppo                | 25 gennaio 2004  | 16 giugno 2004  |
| 12 | Marta Complex           | Dubbi su Marta                   | 8 febbraio 2004  | 16 giugno 2004  |
| 13 | Beef Consomme           | Tre fratelli per un'attrice      | 15 febbraio 2004 | 23 giugno 2004  |
| 14 | Shock and Aww           | Una madre per George Michael     | 7 marzo 2004     | 23 giugno 2004  |
| 15 | Staff Infection         | Buster contro Gob                | 14 marzo 2004    | 30 giugno 2004  |
| 16 | Altar Egos              | Altar Egos                       | 17 marzo 2004    | 30 giugno 2004  |
| 17 | Justice Is Blind        | La finta cieca                   | 21 marzo 2004    | 7 luglio 2004   |
| 18 | Missing Kitty           | Cercasi Kitty                    | 28 marzo 2004    | 7 luglio 2004   |
| 19 | Best Man for the Gob    | Addio al celibato                | 4 aprile 2004    | 14 luglio 2004  |
| 20 | Whistler's Mother       | Lascia che se ne occupi la mamma | 11 aprile 2004   | 14 luglio 2004  |
| 21 | Not Without My Daughter | Mai senza mia figlia             | 25 aprile 2004   | 21 luglio 2004  |
| 22 | Let 'Em Eat Cake        | Chi si mangia la torta?          | 6 giugno 2004    | 21 luglio 2004  |

## Tutti contro tutti
- Titolo originale: Pilot
- Diretto da: Anthony Russo e Joe Russo
- Scritto da: Mitchell Hurwitz

### Trama
- Ascolti USA: telespettatori 7.980.000 – rating 18-49 anni 3,3 – share 18-49 anni 8%[3]